# جورج فيلتون
جورج فيلتون (بالإنجليزية: George Felton)‏ هو مدرب كرة سلة أمريكي، ولد في 28 ديسمبر 1952.